# Albert Alleman
Albert Alleman (Roeselare, 14 januari 1892 - Jette, 16 januari 1933) was een Belgisch kunstschilder.

## Levensloop
Albert Adolf Alidor Alleman was de zoon van een kleermaker en kreeg een opleiding daartoe. Vanaf 1906 volgde hij les aan de Stedelijke Academie voor Bouw- en Tekenkunst in Roeselare. Hij had er leraren zoals Alidor Bonquet en Gaston Vallaeys. In 1913 haalde hij er de eerste prijs van uitmuntendheid. Daarna ging hij zich aan de Koninklijke Academie voor Schone Kunsten te Brussel bekwamen, waar hij les kreeg van onder meer Constant Montald en Herman Richir. Tijdens de oorlog keerde hij naar Roeselare terug. Eind 1917 werd hij naar Hamme geëvacueerd, waarna hij zich te Sint-Pieters-Jette bij Brussel zou vestigen.
In 1921 vestigde hij zich als kunstschilder in Jette. Hij specialiseerde zich in religieuze werken, maar is vooral bekend voor zijn portretten. Zijn stijl leunt aan bij het Vlaamse expressionisme van het Interbellum. Bij het schilderen liet hij zich vaak meeslepen door zijn introverte persoonlijkheid en zijn melancholische bewogenheid. Hij richtte zich vooral op het landelijke, eenvoudige en primaire bestaan van mens en ding. Zijn werk is doortrokken van een poëtisch-religieuze bezieling en is intimistisch. Hij kende bij leven veel succes, zij het vooral in eigen land.
Alleman kende een zwakke gezondheid. Hij overleed te Jette op 16 januari 1933. Hij werd er ook begraven, maar zijn lichaam werd in 1934 naar het familiegraf in Roeselare overgebracht. Ook na zijn dood bleef de belangstelling voor zijn werk groot. In 1983 was er nog een retrospectieve van zijn werk in Roeselare. In 2004 werd een straat in Rumbeke naar hem genoemd.

## Musea
- Roeselare, Stedelijke verzameling

- Library of Congress Control Number: nr95026183
- RKD-Nederlands Instituut voor Kunstgeschiedenis: 335086
- Virtual International Authority File: 4820852